# Szentgál
Szentgál is een plaats (község) en gemeente in het Hongaarse comitaat Veszprém. Szentgál telt 2867 inwoners (2001).